# 롱교
롱 교(베트남어: Cầu Rồng / 橋龍)는 베트남 다낭을 흐는 한강 위로 지나는 다리이다. 롱(Rồng)은 베트남어로 용(龍)을 가리키는 말로, 다리는 용 모양으로 디자인했다. 2009년 7월 19일에 착공하여, 2013년 3월 29일에 완공한 길이 전체 길이 666m의 다리이다.

## 개요
교량 건설에는 베트남 총리 응우옌떤중 등 많은 고위 인사들이 참여했다. 착공식은 2009년 7월 19일(주변에 있는 투언안프억 교의 개통식과 같은 날)에 열었다.
롱 교의 길이 666m, 폭 37.5m이며 도로는 6차선이다. 다리를 2012년 말에 개통했으며, 비용은 1조 5000억 동 (US $8800만)이 들었다. 미국이 본사인 둔 루이스 버거 그룹이 설계를 했다.
2012년 10월 26일에 완공했지만, 다리는 다낭 해방 38주년을 기념하여 2013년 3월 29일에 개통했다.
이 현대적인 다리는 레딘즈엉 거리와 박당 교차로의 한강을 횡단하고 다낭시의 다른 주요 도로와 다낭 국제 공항을 최단으로 연결한다. 또한 도시의 동쪽 끝에 있는 미케 해변과 논느억 해변로 가는 직행 노선이 있다.

## 같이 보기
- 송한 교
- 투언안프억 교
- 쩐티리 교